# Schizachyrium exile
Schizachyrium exile là một loài thực vật có hoa trong họ Hòa thảo. Loài này được (Hochst.) Pilg. miêu tả khoa học đầu tiên năm 1917.